# 埃里克·阿尔姆勒夫
埃里克·阿尔姆勒夫（瑞典語：Erik Almlöf，1891年12月20日—1971年1月18日），瑞典男子田径运动员，主攻三级跳远。他曾代表瑞典参加1912年和1920年夏季奥林匹克运动会田径比赛，共获得二枚铜牌。